# Les KM de Chando
Les KM de Chando sont une course à pied à Chandolin dans le canton du Valais en Suisse. C'est le seul double kilomètre vertical en Suisse actuellement.

## Histoire
Le kilomètre vertical des KM de Chando est créée en 2012 par le jeune vététiste et skieur alpiniste suisse David Salamin qui souhaite créer un double kilomètre vertical dans sa vallée, le Val d'Anniviers. Ce dernier décède tragiquement dans un accident au Weisshorn en 2013, à 22 ans. Depuis 2017, les KM de Chando font partie du Vertical Kilometer World Circuit.
En 2021, pour fêter la dixième édition de l'événement, le parcours du kilomètre vertical simple est déplacé pour que l'arrivée ait lieu également au sommet de l'Illhorn.

## Parcours
Le double kilomètre vertical part depuis la STEP au bord de la Navizence et remonte sur le village de Fang. Il suit ensuite un chemin sinueux jusqu'à Chandolin. Il suit finalement le tracé rectiligne du télésiège et atteint le sommet de l'Illhorn. Il mesure 7,7 km pour 1 970 mètres de dénivelé.
Le kilomètre vertical relie les villages de Fang et Chandolin. Il mesure 3,5 km pour 1 000 mètres de dénivelé.

## Vainqueurs

### Double kilomètre vertical
| Année | Hommes               | Temps             | Femmes             | Temps             |
| ----- | -------------------- | ----------------- | ------------------ | ----------------- |
| 2012  | Martin Anthamatten   | 1 h 14 min 24 s 2 | Corinne Favre      | 1 h 36 min 21 s 4 |
| 2013  | Martin Anthamatten   | 1 h 13 min 58 s 1 | Emilie Gex-Fabry   | 1 h 41 min 30 s 9 |
| 2014  | Kílian Jornet        | 1 h 11 min 16 s 0 | Victoria Kreuzer   | 1 h 26 min 46 s 4 |
| 2015  | Martin Anthamatten   | 1 h 14 min 9 s 2  | Axelle Mollaret    | 1 h 27 min 9 s 6  |
| 2016  | Tao Quéméré          | 1 h 14 min 32 s 8 | Maya Chollet       | 1 h 28 min 17 s 0 |
| 2017  | Martin Anthamatten   | 1 h 13 min 24 s   | Christel Dewalle   | 1 h 21 min 29 s   |
| 2018  | Rémi Bonnet          | 1 h 9 min 32 s    | Christel Dewalle   | 1 h 21 min 40 s   |
| 2019  | Daniel Osanz Laborda | 1 h 13 min 26 s   | Victoria Kreuzer   | 1 h 24 min 44 s   |
| 2020  | Nico Dalcolmo        | 1 h 17 min 48 s   | Christel Dewalle   | 1 h 21 min 20 s   |
| 2021  | Pascal Egli          | 1 h 12 min 50 s   | Tove Alexandersson | 1 h 21 min 38 s   |
| 2022  | Aurélien Gay         | 1 h 15 min 28 s   | Judith Wyder       | 1 h 27 min 11 s   |
| 2023  | Rémy Gardier         | 1 h 19 min 11 s   | Christel Dewalle   | 1 h 22 min 43 s   |
| 2024  | Aurélien Gay         | 1 h 5 min 35 s    | Victoria Kreuzer   | 1 h 21 min 41 s   |

 Record de l'épreuve

### Kilomètre vertical
| Année | Hommes           | Temps         | Femmes            | Temps         |
| ----- | ---------------- | ------------- | ----------------- | ------------- |
| 2012  | Alexis Sévennec  | 34 min 17 s 6 | Jennifer Fiechter | 46 min 8 s 2  |
| 2013  | Werner Marti     | 36 min 46 s 2 | Maude Mathys      | 42 min 39 s 7 |
| 2014  | Xavier Gachet    | 34 min 8 s 7  | Axelle Mollaret   | 41 min 14 s 6 |
| 2015  | Werner Marti     | 34 min 18 s 3 | Sabine Caloz      | 45 min 31 s 8 |
| 2016  | Maximilien Drion | 37 min 0 s 0  | Eugénie Tornay    | 48 min 18 s 5 |
| 2017  | Lucas Nanchen    | 38 min 40 s   | Marianne Fatton   | 48 min 22 s   |
| 2018  | Olivier Millo    | 36 min 56 s   | Maya Chollet      | 42 min 7 s    |
| 2019  | Benoît Guex      | 41 min 3 s    | Mélanie Jeannerod | 45 min 3 s    |
| 2020  | Benjamin Borlat  | 37 min 31 s   | Alessandra Schmid | 46 min 12 s   |
| 2021  | Mikko Erni       | 41 min 3 s    | Tiffany Troillet  | 53 min 16 s   |
| 2022  | Ludovic Lattion  | 40 min 19 s   | Christine Crausaz | 56 min 1 s    |
| 2023  | Mikko Erni       | 39 min 5 s    | Noemi Junod       | 54 min 24 s   |
| 2024  | Adrien Dornier   | 46 min 24 s   | Christine Crausaz | 54 min 9 s    |

 Record de l'épreuve (depuis 2021)